# Camp-let

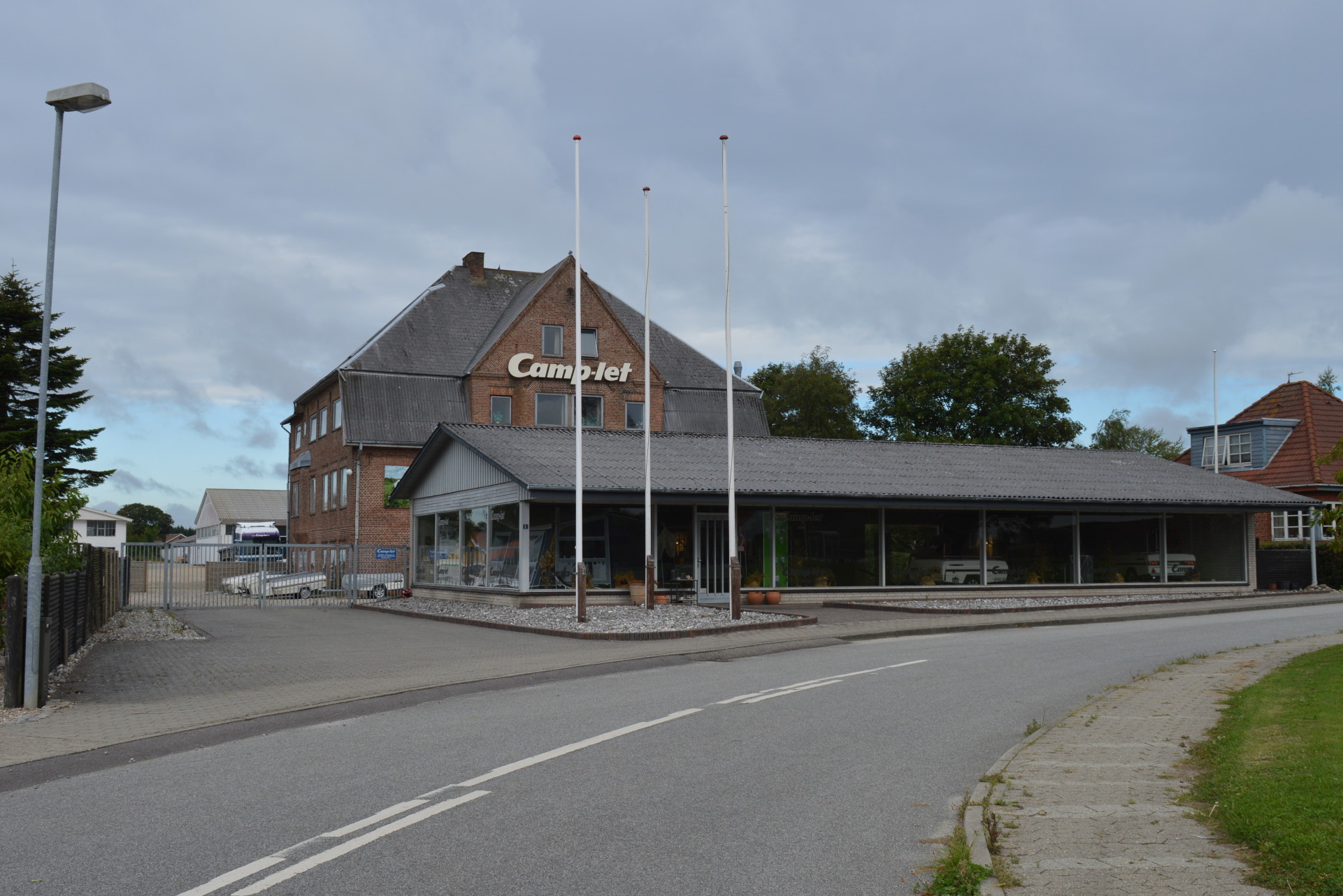
Bedrijfspand Camp-let in Arnum, gezien vanaf de Rolighedsvej

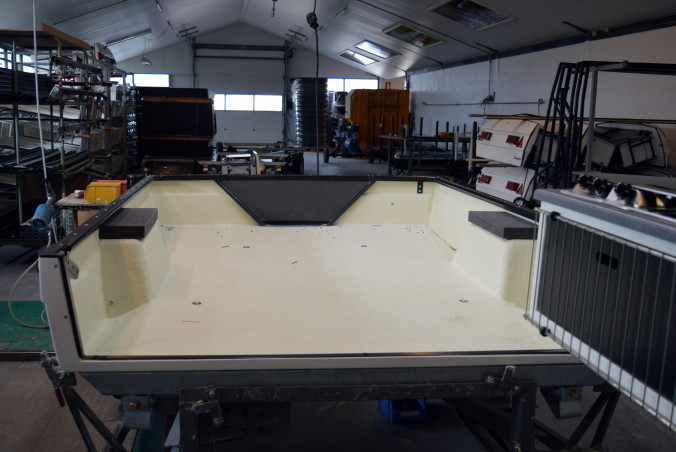
Productiehal Camp-let met Cam-let Classic in opbouw

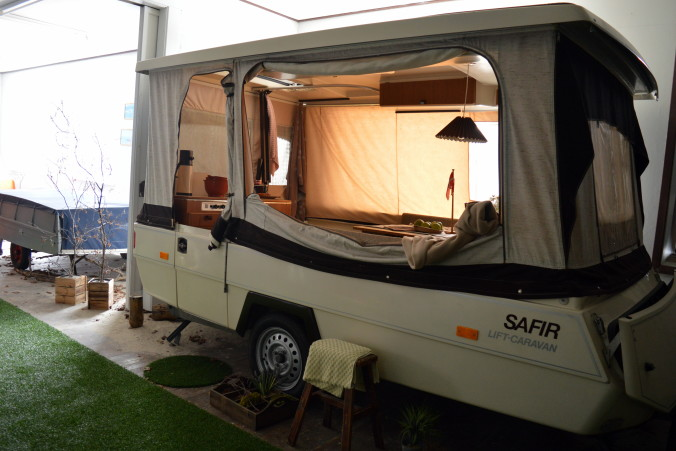
Camp-let Safir, opgesteld in het bedrijfsmuseum

Camp-let is een Deens bedrijf dat vouwwagens en paardentrailers produceert. Het bedrijf is eigendom van Oaking-group waar ook vouwwagenproducent Isabella toe behoort. De productie van de vouwwagens en paardentrailers vindt plaats in het dorpje Arnum, nabij Gram. Het bedrijf heeft ca 20 werknemers.

## Geschiedenis
De gebroeders Hans en Paul Nissen richtten samen met hun vader Christiaan in 1961 in eerste instantie het bedrijf Camping Nissen op. Het hoofddoel was om Sprite caravans en Oki villa tenten te verkopen.
Het idee van een aanhanger/vouwwagen kwam in de jaren 1960, als alternatief voor de toen veel verkochte bungalowtenten. De gebroeders Nissen ontwikkelden een aanhangwagen die zich tevens in korte tijd  kon uitvouwen tot een kampeermiddel. Basis hiervoor was het model dat hun vader reeds in 1956, in de tijd dat hij een meubelfabriek had, bedacht en ontworpen had. Omdat men nu zelf ging produceren werd het bedrijf Camp-let (let = licht) opgericht om zo in eigen beheer de vouwwagens te kunnen verkopen. De eerste Camp-let vouwwagen is geproduceerd in 1968. Dit was de zogenaamde "Camp-let 300". In 1971 werd deze opgevolgd door een groter model, de “400”. In die jaren kwamen de mogelijkheden om in plaats van hout het veel lichtere glasvezel als materiaal te gebruiken voor de opbouw van de vouwwagen. Dat resulteerde in 1972/73 in het model Camp-let 500 en in de jaren 1980 de vouwcaravans Camp-let Apollo en Safir.
In 1990 startte het bedrijf met de ontwikkeling en productie van paardentrailers.

## Geproduceerde modellen vouwwagens
- 300
- 400
- 500
- Apollo / lux[5]
- Concorde
- Savanne
- Basic
- Classic[6]
- Safir
- Royal
- Adventure
- Premium
- 2 Go